# Кунг, Джеремия
Джеремия Кпан Кунг (англ. Jeremiah Kpan Koung; род. 17 марта 1978) — либерийский политик, 31-й и действующий вице-президент Либерии. Он работал в Палате представителей Либерии с 2012 по 2020 год. Он был избран в Сенат Либерии в 2020 году. В 2022 году стал знаменосцем Движения за демократию и реконструкцию. В 2023 году Джозеф Боакаи выбрал Кунга своим напарником во время президентской гонки.

## Биография
Родился 17 марта 1978 года в Йекепе, округ Нимба.
Кунг был избран в Палату представителей Либерии в 2011 году под знаменем Национального союза за демократический прогресс. Предвыборную кампанию Кунга поддержал его крёстный отец, бывший военачальник сенатор Принц Джонсон. Он представлял округ № 1 округа Нимба. В 2011 году компания Кунг начал строительство медицинского центра Ester and Jereline. Оно было завершено в июле 2016 года. В ходе расследования Центр прозрачности и подотчётности в Либерии установил, что Кунг в период с 2012 по 2021 год получил почти 1 миллион долларов США на управление этой частной больницей. Он утверждал, что передал больницу правительству, однако никаких документов, подтверждающих такую передачу, представлено не было.
На выборах 2017 года Кунг был переизбран на своё место в Палате представителей округа Нимба под знаменем Движения за демократию и реконструкцию (MDR). На выборах 2020 года кандидатура Кунга в сенаторы была вновь поддержана сенатором Джонсоном. Кунг выиграл выборы в Сенат, снова баллотируясь от MDR. Кунг стал вторым лидером партии MDR после выборов 22 декабря 2022 года, сменив основателя партии сенатора Джонсона. Как знаменосец, Кунг продолжил политику Джонсона по противодействию правящей коалиции за демократические перемены.
28 апреля 2023 года бывший вице-президент и знаменосец партии единства Джозеф Боакаи объявил Кунга своим кандидатом в президенты на выборах 2023 года. После первоначальных октябрьских выборов ни Боакаи и Кунг, ни действующие президенты Джордж Веа и Джуэл Тейлор не получили большинства голосов, что привело к проведению второго тура выборов в ноябре. 10 ноября во время предвыборного мероприятия в городе Зор-Зоалай, округ Нимба, произошло нападение с применением огнестрельного оружия. Несколько человек были госпитализированы, а сенаторам Кунгу и Джонсону чудом удалось спастись.
17 ноября 2023 года, после второго тура выборов, президент Веа признал результаты выборов, в результате чего Боакаи стал избранным президентом, а Кунг — избранным вице-президентом.